# Distrikt Margos
Der Distrikt Margos liegt in der Provinz Huánuco in der Region Huánuco in Westzentral-Peru. Der Distrikt wurde am 10. September 1906 gegründet. Er erstreckt sich über eine Fläche von etwa 208 km². Im Distrikt wurden beim Zensus 2017 4672 Einwohner gezählt. Im Jahr 2010 wurde der Nordteil des Distrikts in den neu gegründeten Distrikt Yacus ausgegliedert. Im Jahr 1993 lag die Einwohnerzahl bei 13.822, im Jahr 2007 bei 14.760. Sitz der Distriktverwaltung ist die 3539 m hoch gelegene Ortschaft Margos mit 1452 Einwohnern (Stand 2017). Margos befindet sich 32 km westsüdwestlich der Provinzhauptstadt Huánuco.

## Geographische Lage
Der Distrikt Margos befindet sich in der peruanischen Zentralkordillere im äußersten Südwesten der Provinz Huánuco. Die Flüsse Río Niño und Río Milpo begrenzen den Distrikt im Norden und im Osten. Beide Flüsse vereinigen sich zum Río Cozo (auch Río Yarumayo), einem Zufluss des Río Huallaga.
Der Distrikt Margos grenzt im Südwesten an den Distrikt San Miguel de Cauri (Provinz Lauricocha), im Westen an die Distrikte Jesús, Jivia und San Francisco de Asís (alle drei in der Provinz Lauricocha), im Norden an den Distrikt Yacus, im Nordosten an den Distrikt Yarumayo, im Osten an den Distrikt San Pedro de Chaulán sowie im Süden an den Distrikt Colpas (Provinz Ambo).

## Ortschaften
Im Distrikt gibt es neben dem Hauptort folgende größere Ortschaften:
- Chacras (246 Einwohner)
- Cochas (264 Einwohner)
- Colpashpampa (228 Einwohner)
- Pacayhua (497 Einwohner)